# Marc Lazar
Marc Lazar (Parigi, 19 marzo 1952) è uno storico e sociologo francese della politica.
Studioso dell'estrema sinistra e della politica italiana, è dal 1999 professore universitario di Storia e Sociologia politica all'Institut d'études politiques (IEP) de Paris e dal 2000 al 2007 è stato direttore de l'école doctorale dello stesso e visiting professor presso la Libera università internazionale degli studi sociali Guido Carli di Roma. 

## Biografia
Marc Lazar ha fatto parte della prima promozione del ciclo superiore di Storia dell'IEP di Parigi nel 1977. In origine professore di liceo, ha ottenuto il dottorato presso l'École des hautes études en sciences sociales, per poi insegnare all'Università di Parigi-Nanterre.
Ha lavorato sul comunismo, sullo studio completo dei partiti politici della sinistra socialista e socialdemocratica in Europa occidentale, sui rapporti tra la sinistra e i servizi pubblici in Francia, oltre che sulle mutazioni della democrazia in Italia.
È ricercatore al Centre d’histoire de Sciences Po, e ricercatore associato al Centre d’études et de recherches internationales, di cui dirige il gruppo di ricerca sull'Italia contemporanea.
Studioso in storia politica e in sociologia politica, è sostenitore di una più alta concettualizzazione nella ricerca storica e dell'apertura della storia alla sociologia e alla scienza politica.
Dall'anno accademico 2010/11 ha partecipato all'insegnamento della prima laurea magistrale in "International Relations" in lingua inglese della Libera università internazionale degli studi sociali Guido Carli (LUISS). Inoltre, è presidente dello Scientific Council della School of Government della LUISS, dove insegna anche al Master in Affari Politici Italiani.

## Tesi sul comunismo francese
Nel suo saggio Le Communisme, une passion française (2002), avanza che il Partito comunista francese ha cessato di esistere nella vita politica francese, benché si mantenga la sua cultura politica: 
 Distinguendosi dagli storici e pensatori politici che considerano il totalitarismo un fenomeno storicamente e concettualmente limitato ad alcuni casi, egli arriva a considerare il comunismo francese una 
 Tali tesi verranno accolte freddamente dal PCF, la critica dell'opera ne L'Humanité intitolata anche « Quand Marc Lazar furète », in riferimento a François Furet e al suo saggio Le Passé d’une illusion (1995).

## Opere
- Le Communisme, avec Stéphane Courtois, MA Éditions, Paris, 1987
- Maisons rouges. Les Partis communistes français et italien de la Libération à nos jours, Aubier, Paris, 1992
- Histoire du Parti communiste français, avec Stéphane Courtois, Presses universitaires de France, Paris, 1995
- L'Italie, une nation en suspens, avec Alain Dieckhoff, Ilvo Diamanti et Didier Musiedlak, Complexe, Bruxelles, 1995
- La Gauche en Europe depuis 1945. Invariants et mutations du socialisme européen (direction), Presses universitaires de France, Paris, 1996
- Politique à l'italienne (direction avec Ilvo Diamanti), Presses universitaires de France, Paris, 1997
- Le Communisme, une passion française, Perrin, Paris, 2002
- L'Italie à la dérive, Perrin, Paris, 2006
- L'Italia sul filo del rasoio. La democrazia nel paese di Berlusconi, Rizzoli, 2009
- Il libro degli anni di piombo, Rizzoli, 2010